# Jean Rottner

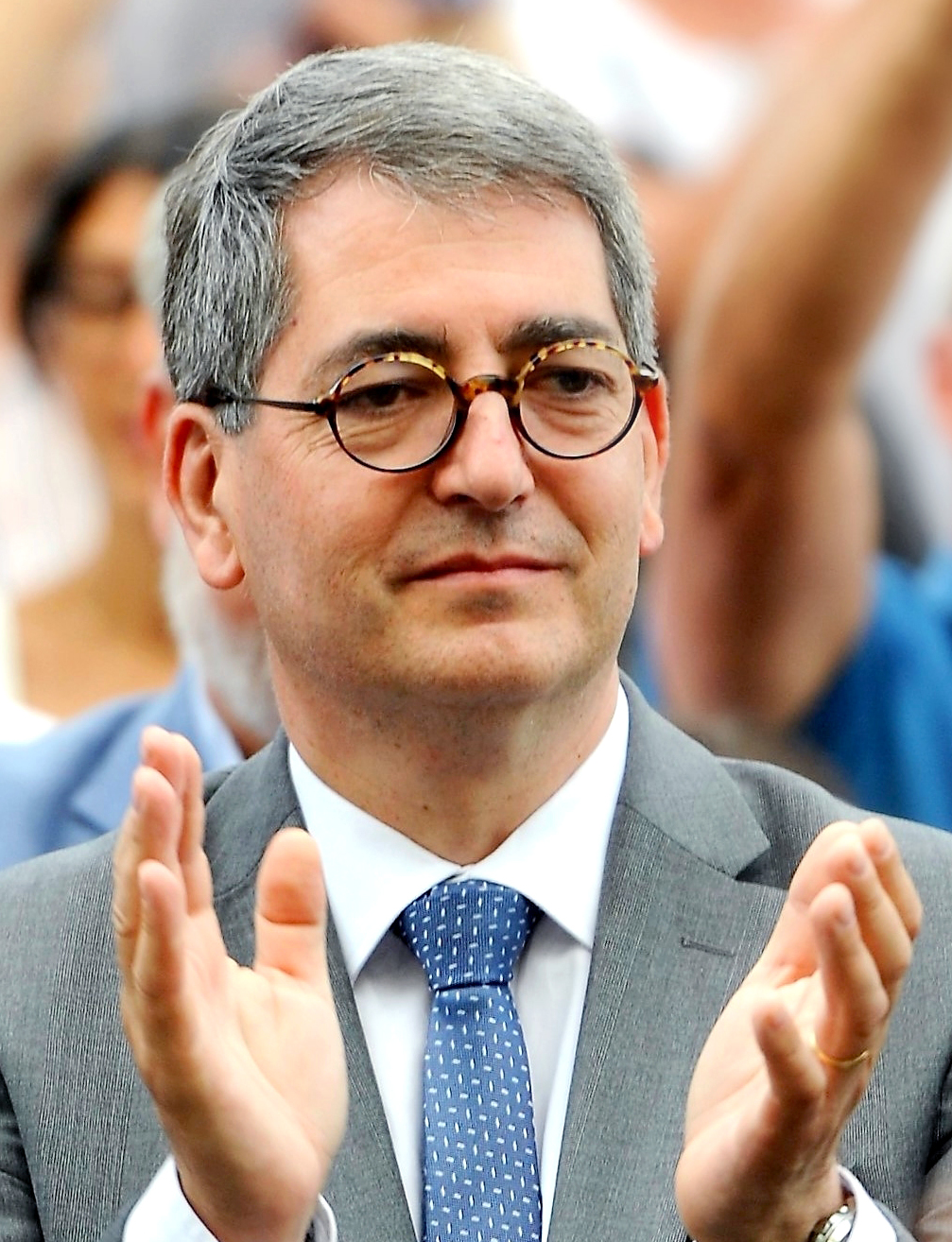
Jean Rottner (2019)

Jean Rottner (* 28. Januar 1967 in Mülhausen) ist ein französischer Politiker (Les Républicains). Er war von 2010 bis 2017 Bürgermeister von Mülhausen, von Oktober 2017 bis Ende 2022 Präsident des Regionalrats der Region Grand Est.

## Politischer Werdegang
Jean Rottner absolvierte ein Medizinstudium an der Université Louis Pasteur in Straßburg. Ab 1997 praktizierte er als Notarzt am Centre Hospitalier de Mulhouse, von 2005 bis 2009 leitete er das medizinische Notfallzentrum SAMU-SMUR. Seit 2017 ist er Präsident des Verbands der Krankenhäuser in der Region Mülhausen–Südelsass (Groupe hospitalier de la région de Mulhouse et Sud Alsace, GHRMSA). Seit Oktober 2019 ist er auf Teilzeitbasis wieder als Notarzt tätig.
Rottner war zunächst Mitglied der bürgerlichen Mittepartei UDF, 2002 wechselte er zur Mitte-rechts-Sammelpartei Union pour un mouvement populaire (UMP). Bei der Kommunalwahl 2008 wurde er auf der gemeinsamen Liste der Mitte-rechts-Parteien in den Gemeinderat von Mülhausen gewählt und zum 1. Stellvertreter des Bürgermeisters Jean-Marie Bockel ernannt. Von 2010 bis 2014 war Rottner Vizepräsident des Gemeindeverbands Mulhouse Alsace Agglomération, zuständig für Wohnungswesen.
Nach Bockels Rücktritt im Mai 2010 trat Rottner dessen Nachfolge als Bürgermeister von Mülhausen an. In seiner Partei UMP fungierte er von 2011 bis 2014 als nationaler Sekretär für Notfallmedizin und Rettungsdienste. Bei der Kommunalwahl im März 2014 wurde Rottner – unterstützt von UMP, UDI und MoDem – mit 45,8 % (gegen 36,7 % für seinen sozialistischen Kontrahenten Pierre Freyburger) als Bürgermeister wiedergewählt. Zudem war er von 2014 bis 2017 2. Vizepräsident der Mulhouse Alsace Agglomération, zuständig für Raumordnung und Wirtschaftsentwicklung. Die UMP benannte sich im Mai 2015 in Les Républicains um.
Bei der Regionalwahl im Dezember 2015 in der neuen Region Grand Est (Fusion von Elsass, Lothringen und Champagne-Ardenne) war Rottner Spitzenkandidat der Mitte-Rechts-Liste von Les Républicains, UDI und MoDem im Département Haut-Rhin. Er wurde in den Regionalrat gewählt, wo er das Amt eines Vizepräsidenten übernahm (unter Philippe Richert als Präsident), zuständig für Wettbewerbsfähigkeit und Digitales. Zudem war Rottner Fraktionsvorsitzender der Majorité régionale (Fraktionsgemeinschaft von LR, UDI und MoDem im Regionalrat). Nach dem Rückzug Richerts im Oktober 2017 folgte Rottner diesem als Präsident des Regionalrats nach. Das Bürgermeisteramt in Mülhausen übergab er seiner bisherigen Stellvertreterin Michèle Lutz, im Gegenzug wurde Rottner seinerseits 1. Stellvertreter der Bürgermeisterin.
Der Osten Frankreichs ist von der Corona-Pandemie seit Februar 2020 stärker betroffen als die meisten anderen Regionen Europas. Rottners Bekanntheit in Frankreich und anderen Ländern hat dadurch zugenommen.
Am 20. Dezember 2022 kündigte er seinen Rückzug von all seinen politischen Ämtern aus persönlichen Gründen an. Sein Nachfolger wurde im Januar 2023 der Vize-Präsident der Region Grand Est Franck Leroy.